# Frankrigs Grand Prix 2022
Frankrigs Grand Prix 2022 (officielt navn: Formula 1 Lenovo Grand Prix de France 2022) var et Formel 1-løb, som blev kørt den 24. juli 2022 på Circuit Paul Ricard i Le Castellet, Frankrig. Det var det tolvte løb i Formel 1-sæsonen 2022.

## Kvalifikation
| Pos.               | Nr. | Kører             | Konstruktør           | Del 1     | Del 2    | Del 3     | Grid |
| ------------------ | --- | ----------------- | --------------------- | --------- | -------- | --------- | ---- |
| 1                  | 16  | Charles Leclerc   | Ferrari               | 1.31,727  | 1.31,216 | 1.30,872  | 1    |
| 2                  | 1   | Max Verstappen    | Red Bull Racing-RBPT  | 1.31,891  | 1.31,990 | 1.31,176  | 2    |
| 3                  | 11  | Sergio Pérez      | Red Bull Racing-RBPT  | 1.32,354  | 1.32,120 | 1.31,335  | 3    |
| 4                  | 44  | Lewis Hamilton    | Mercedes              | 1.33,041  | 1.32,274 | 1.31,765  | 4    |
| 5                  | 4   | Lando Norris      | McLaren-Mercedes      | 1.32,672  | 1.32,777 | 1.32,032  | 5    |
| 6                  | 63  | George Russell    | Mercedes              | 1.33,109  | 1.32,633 | 1.32,131  | 6    |
| 7                  | 14  | Fernando Alonso   | Alpine-Renault        | 1.32,819  | 1.32,631 | 1.32,552  | 7    |
| 8                  | 22  | Yuki Tsunoda      | AlphaTauri-RBPT       | 1.33,394  | 1.32,836 | 1.32,780  | 8    |
| 9                  | 55  | Carlos Sainz, Jr. | Ferrari               | 1.32,297  | 1.31,081 | Ingen tid | 191  |
| 10                 | 20  | Kevin Magnussen   | Haas-Ferrari          | 1.32,756  | 1.32,649 | Ingen tid | 201  |
| 11                 | 3   | Daniel Ricciardo  | McLaren-Mercedes      | 1.33,404  | 1.32,922 | N/A       | 9    |
| 12                 | 31  | Esteban Ocon      | Alpine-Renault        | 1.33,346  | 1.33,048 | N/A       | 10   |
| 13                 | 77  | Valtteri Bottas   | Alfa Romeo-Ferrari    | 1.33,034  | 1.33,052 | N/A       | 11   |
| 14                 | 5   | Sebastian Vettel  | Aston Martin-Mercedes | 1.33,285  | 1.33,276 | N/A       | 12   |
| 15                 | 23  | Alexander Albon   | Williams-Mercedes     | 1.33,423  | 1.33,307 | N/A       | 13   |
| 16                 | 10  | Pierre Gasly      | AlphaTauri-RBPT       | 1.33,4392 | N/A      | N/A       | 14   |
| 17                 | 18  | Lance Stroll      | Aston Martin-Mercedes | 1.33,4392 | N/A      | N/A       | 15   |
| 18                 | 24  | Zhou Guanyu       | Alfa Romeo-Ferrari    | 1.33,674  | N/A      | N/A       | 16   |
| 19                 | 47  | Mick Schumacher   | Haas-Ferrari          | 1.33,701  | N/A      | N/A       | 17   |
| 20                 | 6   | Nicholas Latifi   | Williams-Mercedes     | 1.33,794  | N/A      | N/A       | 18   |
| 107%-tid: 1.38,148 |     |                   |                       |           |          |           |      |
| Kilde:             |     |                   |                       |           |          |           |      |

Noter:
↑1 - Carlos Sainz Jr. og Kevin Magnussen måtte starte bagerst efter at have erstattet dele af deres motorer.
↑2 - Pierre Gasly og Lance Stroll satte identiske tider i første del. Gasly blev placeret foran Stroll, eftersom han satte tiden først.

## Resultat
| Pos.                                                                | Nr. | Kører             | Konstruktør           | Omgange | Tid/Udgået  | Startpos. | Point |
| ------------------------------------------------------------------- | --- | ----------------- | --------------------- | ------- | ----------- | --------- | ----- |
| 1                                                                   | 1   | Max Verstappen    | Red Bull Racing-RBPT  | 53      | 1:30.02,112 | 2         | 25    |
| 2                                                                   | 44  | Lewis Hamilton    | Mercedes              | 53      | +10,587     | 4         | 18    |
| 3                                                                   | 63  | George Russell    | Mercedes              | 53      | +16,495     | 6         | 15    |
| 4                                                                   | 11  | Sergio Pérez      | Red Bull Racing-RBPT  | 53      | +17,310     | 3         | 12    |
| 5                                                                   | 55  | Carlos Sainz, Jr. | Ferrari               | 53      | +28,872     | 19        | 111   |
| 6                                                                   | 14  | Fernando Alonso   | Alpine-Renault        | 53      | +42,879     | 7         | 8     |
| 7                                                                   | 4   | Lando Norris      | McLaren-Mercedes      | 53      | +52,026     | 5         | 6     |
| 8                                                                   | 31  | Esteban Ocon      | Alpine-Renault        | 53      | +56,959     | 10        | 4     |
| 9                                                                   | 3   | Daniel Ricciardo  | McLaren-Mercedes      | 53      | +1.00,372   | 9         | 2     |
| 10                                                                  | 18  | Lance Stroll      | Aston Martin-Mercedes | 53      | +1.02,549   | 15        | 1     |
| 11                                                                  | 5   | Sebastian Vettel  | Aston Martin-Mercedes | 53      | +1.04,494   | 12        |       |
| 12                                                                  | 10  | Pierre Gasly      | AlphaTauri-RBPT       | 53      | +1.05,448   | 14        |       |
| 13                                                                  | 23  | Alexander Albon   | Williams-Mercedes     | 53      | +1.08,565   | 13        |       |
| 14                                                                  | 77  | Valtteri Bottas   | Alfa Romeo-Ferrari    | 53      | +1.16,666   | 11        |       |
| 15                                                                  | 47  | Mick Schumacher   | Haas-Ferrari          | 53      | +1.20,394   | 17        |       |
| 162                                                                 | 24  | Zhou Guanyu       | Alfa Romeo-Ferrari    | 47      | Motor2      | 16        |       |
| Ret                                                                 | 6   | Nicholas Latifi   | Williams-Mercedes     | 40      | Sammenstød  | 18        |       |
| Ret                                                                 | 20  | Kevin Magnussen   | Haas-Ferrari          | 37      | Sammenstød  | 20        |       |
| Ret                                                                 | 16  | Charles Leclerc   | Ferrari               | 17      | Uheld       | 1         |       |
| Ret                                                                 | 22  | Yuki Tsunoda      | AlphaTauri-RBPT       | 17      |             | 8         |       |
| Hurtigste omgang: Carlos Sainz Jr. (Ferrari) - 1.35,781 (omgang 51) |     |                   |                       |         |             |           |       |
| Kilde:                                                              |     |                   |                       |         |             |           |       |

Noter:
↑1 - Inkluderer point for hurtigste omgang.
↑2 - Zhou Guanyu udgik af ræset, men blev klassificeret som færdiggjort, i det at han havde kørt mere end 90% af løbsdistancen. Han blev også givet en 5-sekunders straf for at være skyld i et sammenstød med Mick Schumacher. Hans slutposition forblev uændret af straffen.

## Stilling i mesterskaberne efter løbet
| Pos. | Kører            | Point |
| ---- | ---------------- | ----- |
| 1    | Max Verstappen   | 233   |
| 2    | Charles Leclerc  | 170   |
| 3    | Sergio Pérez     | 163   |
| 4    | Carlos Sainz Jr. | 144   |
| 5    | George Russell   | 143   |

| Pos. | Konstruktør      | Point |
| ---- | ---------------- | ----- |
| 1    | Red Bull-RBPT    | 396   |
| 2    | Ferrari          | 314   |
| 3    | Mercedes         | 270   |
| 4    | Alpine-Renault   | 93    |
| 5    | McLaren-Mercedes | 89    |